# NGC 3148
NGC 3148 is een ster in het sterrenbeeld Grote Beer. Het is een voorgrondster, behorend tot het melkwegstelsel. Het hemelobject werd op 17 februari 1831 onderzocht door de Britse astronoom John Herschel die in de onmiddellijke buurt van deze ster een soort nevelachtigheid dacht te zien. Ten gevolge van deze vermoedelijke nevelachtigheid kreeg deze ster een plaats in de New General Catalogue alszijnde object nummer 3148.

## Verwarring
De online fotografische sterrenatlas WIKISKY toont de ster HD 88512 met ten zuidwesten ervan een sterrenstelsel dat verkeerdelijk de aanduiding NGC 3148 heeft gekregen. Het object dat volgens de New General Catalogue het nummer 3148 draagt is de ster HD 88512.

## Synoniemen
GM Ursae Majoris
HD 88512
PGC 2903853 (PGC = Principal Galaxies Catalogue, alhoewel het een ster betreft, geen sterrenstelsel).